# Vickers Victoria
O Vickers Victoria foi um aeronave de transporte de tropas e cargueiro britânico utilizado pela Força Aérea Real. O Victoria voou pela primeira vez em 1922 e foi selecionado para produção sobre a concorrência com o Armstrong Whitworth Awana.

## Design e desenvolvimento
O Victoria foi um bimotor biplano de transporte com trem de pouso convencional. O design manteve uma combinação semelhante ao do modelo de transporte anterior Vickers Vernon com a asa do bombardeiro Vickers Virginia, que foi desenvolvido em paralelo. Ele também foi motorizado por dois exemplares do motor Napier Lion. A cabine fechada tinha espaço para 24 soldados em assentos de lona dobráveis dispostos nas laterais da fuselagem.
Em abril de 1921 dois protótipos foram encomendados pelo Ministério do Ar para a Especificação 5/20. O primeiro protótipo, registrado como J6860 foi construído como o Type 56 e designado como Victoria I, o segundo protótipo registrado como J6861 foi construído como Type 81 Victoria II. O Type 56 tinha dois motores Napier Lion de 450 horses power (336 quilowatts) cada e largos radiadores frontais, foram fixados primariamente nas asas principais inferiores, os tanques de combustíveis foram instalados internamente na posição central entre as asas inferiores. O protótipo J6860 realizou o seu primeiro voo em 22 de setembro de 1922 a partir de Brooklands, Surrey na Inglaterra. O Type 81 fez seu primeiro voo em janeiro de 1923, e inicialmente diferia do Type 56 na posição dos tanques de combustíveis que foram arranjados abaixo da parte central das asas superiores. Posteriormente, foi modificado substituindo a carenagem do motor de lado plano por nacelas mais aerodinâmicas com os radiadores entre as pernas do trem de pouso, iguais ao instalado no bombardeiro Virginia II.
Em Março de 1925, foi decidido fazer uma encomenda para 15 Victorias de produção. Nesta época, o Virginia estava passando por uma mudança em seu design para a incorporação de uma asa enflechada, e a produção do Victoria III incorporou estas mudanças. Outra melhoria introduzida pela primeira vez no Virginia foi a introdução de estruturas metálicas em vez das fuselagens de madeira das primeiras aeronaves, com uma encomenda sendo realizada para um protótipo do Victoria com estrutura metálica (número de série J9250) em setembro de 1927, este sendo entregue em outubro de 1928. A estrutura metálica provou ser muito mais adequada para as áreas quentes e úmidas onde o Victoria servia, com os Victoria IV e Vs com estruturas metálicas produzidas por conversão e novas produções, respectivamente. A versão final do Victoria foi a Mark VI, que recebeu os modernos e mais potentes motores radiais Bristol Pegasus que substituíram os Napier Lions. O Vickers Valentia foi uma versão melhorada com uma estrutura mais forte, capaz de operar com pesos mais elevados.
O total de Victorias produzido foi de 97, muitos dos quais foram posteriormente convertidos em Vickers Valentia.

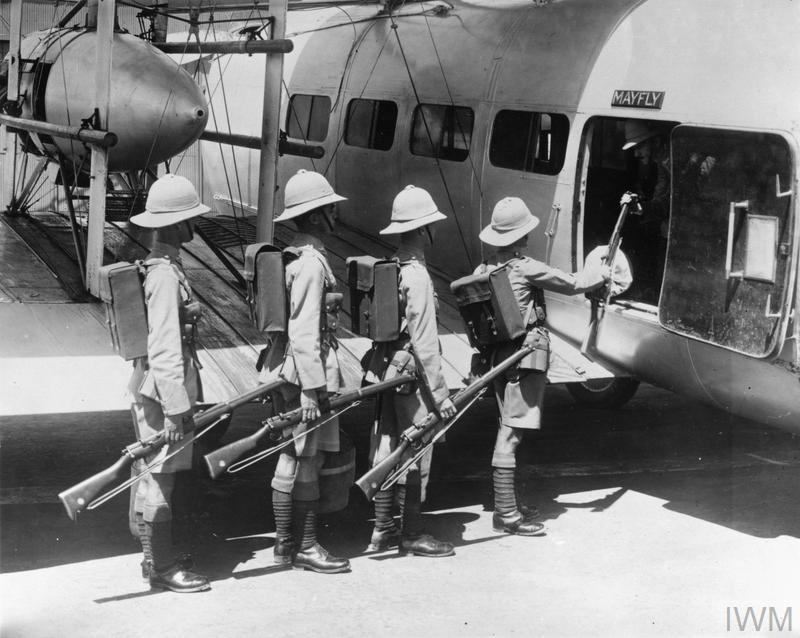
Tropas britânicas embarcando em um Victoria.

## Variantes
- Type 56 Victoria Mk I – O primeiro protótipo motorizado por dois Napier Lion IAX W12 de 450 horses power (336 quilowatts)[nota 11]
- Type 81 Victoria Mk II – O segundo protótipo.
- Type 117 Victoria Mk III – Primeira versão de produção. Aeronave militar de transporte para a RAF. Motorizados com dois Napier Lion II, 46 produzidos.[nota 12]
- Type 145 Victoria Mk IV – Estrutura de metal nas asas, Um protótipo motorizado com dois Bristol Jupiter radiais.[nota 13] 13 convertidos da versão III.[nota 4]
- Type 169 Victoria Mk V – Nova aeronave de produção com estrutura de metal, motorizados com dois Napier Lion XIB de 570 horses power (425 quilowatts) cada.[nota 14] 37 novas produções.[nota 4]
- Type 262 Victoria Mk VI – Versão de produção final, equipados com dois motores radiais Bristol Pegasus IIL3 de 660 horses power (492 quilowatts) cada.[nota 15] 11 novos produzidos e mais 23 convertidos.[nota 4]